# Stefan Samuelsson
Stefan Samuelsson, född 1 juni 1960, är en svensk före detta bandyspelare. Han spelade som back.
Samuelsson var den som spelat flest matcher i svenska högsta serien (563) tills Stefan "Lillis" Jonsson övertog detta rekord 2004. Han spelade i IFK Motala Bandy från 1970-talet till och med säsongen 2000/01, och var därmed delaktig i klubbens första SM-guld 1987. Trots att han lagt av blev han säsongen 2004/2005 inkallad till spel i A-laget på grund av att flertalet ordinarie spelare var skadade. Detta gör honom till en av de äldsta som spelat i högsta divisionen.